# Gravör

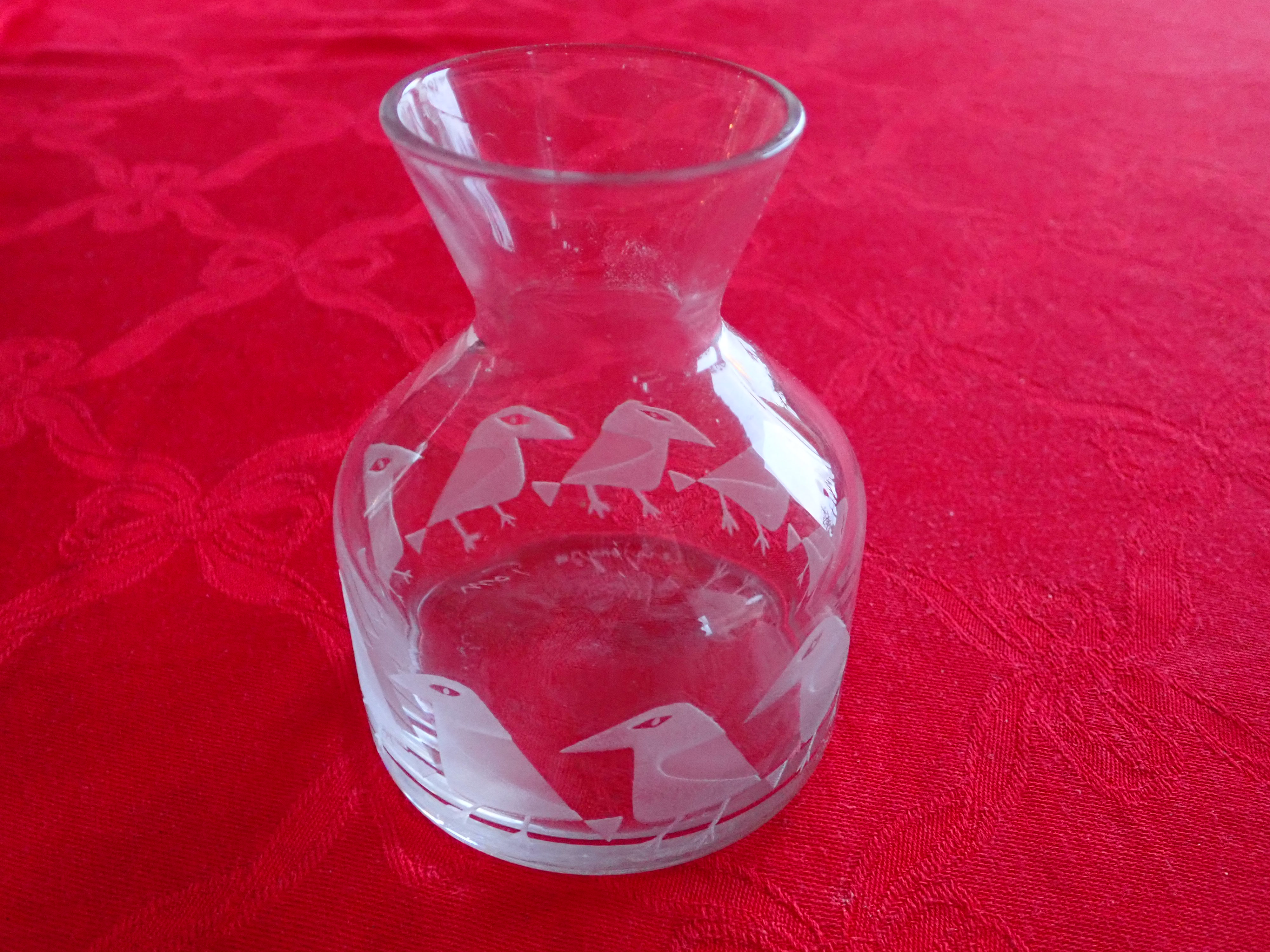
Gravyr av Ingmar Lindberg på karaff från Reijmyre glasbruk, formgiven av Tom Möller

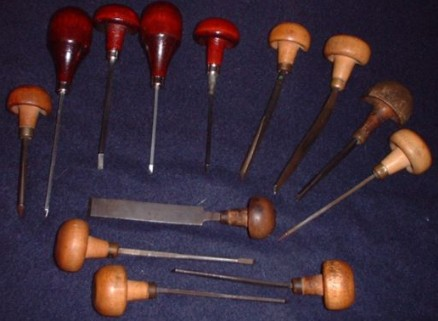
Gravyrverktyg

Gravör är en hantverkare eller konsthantverkare som arbetar med vissa tekniker för att skapa ett mönster på en yta genom borttagning av material med gravyr. Mönstret kan bilda text eller bild på ytan, eller ren ornamentik eller abstrakt dekor.
En gravör använder verktyg som gravyrstickel, stickel och diamantritsnål, men också särskilda slipmaskiner.
Gravyr kan ske som dekoration på konsthantverksföremål, prispokaler, gravstenar och gjutformar för medaljer samt för tryckplåtar för frimärken och kopparstick.